# Carl Lineberger
William Carl Lineberger (* 5. Dezember 1939 in Hamlet, North Carolina; † 17. Oktober 2023 in Boulder, Colorado) war ein US-amerikanischer Physikochemiker.
Lineberger studierte am Georgia Institute of Technology mit dem Bachelor-Abschluss in Elektrotechnik 1961, dem Master-Abschluss 1963 und der Promotion 1965 mit dem Thema The ionization of lithium ions by electron impact. Danach war er dort Assistant Professor für Elektrotechnik. 1965 wurde er Forschungsphysiker in atmosphärischer Physik am Aberdeen Proving Ground der US Army und ab 1968 war er am Joint Institute for Laboratory Astrophysics (JILA), wo er 1970 Assistant Professor und später Professor wurde. Er ist seit 1985 E. U. Condon Distinguished Professor an der University of Colorado at Boulder und Fellow des JILA.
Er entwickelte die Photoelektronen-Spektroskopie mit negativen Ionen (Anion Photoelectron Spectroscopy). Er befasst sich mit Struktur und Stabilität von Ionen und freien Radikalen und Fotophysik und Dynamik von Ionenclustern. Er verwendet Laserspektroskopie mit ultrakurzen Pulsen.
2004 erhielt er den  Peter Debye Award und 1996 den Irving Langmuir Award. 2015 erhielt er den NAS Award in Chemical Sciences. 1988 erhielt er den Meggers Prize der Optical Society of America, 1993 hielt er die Pimentel Lecture in Berkeley, 1992 die Kistiakowsky Lecture in Harvard und 1990 die Davidson Lecture an der University of Kansas. 1981 erhielt er den Herbert-P.-Broida-Preis der APS und 1992 den Earle K. Plyler Prize.
Er war unter anderem Gastprofessor in Stanford, Chicago, an der University of California, Irvine, der University of Florida und der University of Rochester.
Er war Mitglied der American Association for the Advancement of Science, der American Academy of Arts and Sciences, der National Academy of Sciences sowie Fellow der American Physical Society. 1972 erhielt er ein Forschungsstipendium der Alfred P. Sloan Foundation (Sloan Research Fellowship). 1981/82 war er Guggenheim Fellow.